# 孟岩
孟岩（1980年9月30日—）是中國男子田徑運動員，2000年全國田徑錦標賽400公尺跨欄（91.4公分）冠軍。2005年，孟岩在中國全國運動會400公尺跨欄（91.4公分）決賽中奪冠，並以49.19秒打破全國紀錄，2008年於北京中国田径公开赛男子400米跨栏获得亚军，且在2009年全國運動會衛冕400公尺跨欄（91.4公分）冠軍。

## 外部連結
- 孟岩在的頁面